# Påssjukevaccin
Påssjukevacciner är ett vaccin (med antigen) mot virusinfektionen påssjuka, som räknas som en barnsjukdom och som kännetecknas av infekterade spottkörtlar. Vaccinationen förhindrar påssjuka med hög patientsäkerhet. När vaccinet ges till en majoritet av befolkningen minskar det komplikationerna för hela populationen. När 90% av befolkningen är vaccinerade uppskattas vaccinet fungera till 85%. Två doser krävs för att på lång sikt förebygga påssjuka. Den inledande rekommenderade dosen sker mellan 12 och 18 månaders ålder. Den andra dosen ges normalt vid mellan två år och sex års ålder. Vaccinet kan även hjälpa de som inte är vaccinerade eller redan immuna och som utsatts för påssjukevirus.
Påssjukevaccinet är mycket säkert och biverkningar är vanligtvis milda. Vaccinet kan ge lindrig smärta och svullnad vid injektionsstället och i vissa fall lätt feber. Mer allvarliga biverkningar är sällsynta. Det finns otillräckliga bevis för att koppla vaccinet till komplikationer som t.ex. neurologiska effekter. Vaccinet bör inte ges till personer som är gravida eller någon form av svårare immunnedsättning. Trots detta råd finns inga dokumenterade fall av skadliga utfall hos barn till mödrar som vaccinerats under gravideteten. Trots att vaccinet utvecklas i kycklingceller, kan de med äggallergi vaccineras.
Större delen av den utvecklade världen och många länder bland utvecklingsländerna ger vaccinet i sina immuniserings-program, då ofta i kombination med mässlings- och röda hund-vaccinet då kallat MMR-vaccin. Ytterligare kombinationsvaccin finns med vattkoppsvaccin och är då känt som MMRV-vaccin. Från och med 2005 ger 110 länder vaccinet på detta sätt. I områden där en utbredd vaccination utförs har det lett till ett mer än 90-procentigt fall i frekvensen av påssjuka. Nästan en halv miljard doser av en viss beredning av påssjukevaccin har getts.
Det första påssjukevaccinet licensierades år 1948, men hade då bara kortsiktig effekt. Förbättrade vacciner blev kommersiellt tillgängliga under 1960-talet. Det första vaccinet var ett så kallat inaktiverat-virus-preparat, medan efterföljande vaccin består av försvagade virus. Vaccinet finns på Världshälsoorganisationens lista över essentiella läkemedel, som listar de viktigaste läkemedlen som behövs i ett grundläggande hälso- och sjukvårdssystem. År 2007 fanns ett antal olika vaccin i bruk.